# Vourate geitonoi
 (novembre 2013).
Si vous disposez d'ouvrages ou d'articles de référence ou si vous connaissez des sites web de qualité traitant du thème abordé ici, merci de compléter l'article en donnant les références utiles à sa vérifiabilité et en les liant à la section « Notes et références ».
Vourate Geitonoi (en grec : Βουράτε Γειτόνοι) est une série télévisée chypriote diffusée en grec sur la chaîne de télévision privée SIGMA entre 2001 et 2005.
Elle est très populaire sur cette chaîne de télévision, ce qui explique le fait que cette série est encore à l'antenne aujourd'hui avec des rediffusions d'anciens épisodes, mais aussi le fait qu'une nouvelle saison de la série a été créée en 2010.
Cette série est inédite en France ainsi que dans les pays francophones.

## Synopsis
L'intrigue de la série se situe dans un immeuble à Nicosie. Elle met en scène Rikos Mapouros, un vieux retraité qui est obsédé par l'argent et qui enchaîne les gaffes plus ou moins drôles. Il vit avec sa femme, nommée Pepa, dont Rikos a peur puisque Pepa le déteste. Par exemple, pour donner la raison à Rikos, Pepa lui tire plusieurs fois les oreilles et même le menace de le chasser avec un rouleau à pain (ce comportement est devenue culte au sein de la série). Ils ont tous les deux une fille devenue adulte qui s'appelle Kikitsa ainsi qu'un jeune garçon auquel Pepa a donné naissance alors qu'elle se trouvait, elle et Rikos, dans une voiture accidentée dans une route boueuse pleine de flaques d'eau.
Il existe dans la série d'autres personnes qui sont également des personnages principaux. Parmi ces personnages se trouvent Anastasia, une jeune femme aux look très féminin dont Rikos tombent amoureux au grand dam de cette dernière.
Anastasia était auparavant amoureux de Astemaki, un autre personnage principal de la série, mais aujourd'hui, elle vit avec un autre homme.
Artemaki vie dans le même immeuble que Rikos Mapouros, il a comme colocataire Yannis (qui a étudié pour devenir policier).
Beaucoup de mots (issus du dialecte Chypriote ou Grec chypriote) utilisés par les personnages de la série sont devenus cultes. Par exemple, Rikos Mapouros utilise très souvent l'expression : "Έχει κούσπο στο μιτσερό" ("Eshi kouspo to mitsero") lorsque quelqu'un lui demande une importante somme d'argent. Artemakis, de son côté, utilise l'expression : "Εγώ εν τζαι" ("Ego en tzai") lorsqu'il se sent visé par quelqu'un. Enfin, Kikitsa (la fille de Rikos et Pepa Mapouros) utilise le mot : "Fakas Mou" lorsque quelqu'un l'énerve. Beaucoup de ces expressions sont encore utilisées aujourd'hui dans la vie quotidienne à Chypre.